# 特定履行
特定履行（とくていりこう、英: Specific performance）とは、英米法上の契約不履行におけるエクイティ上の救済としての契約内容の履行の強制。

## 金銭賠償との関係
契約不履行に対するコモン・ロー上の救済方法は金銭賠償を原則とする。しかし、金銭賠償では救済に不十分な場合にはエクイティにより契約締結時の合意に基づく履行の強制が認められる。特定履行の対象となるのは土地などの不代替物の売買などである。